# Гонолек червоноволий
Гонолек червоноволий (Laniarius atrococcineus) — вид горобцеподібних птахів родини гладіаторових (Malaconotidae). Мешкає в Південній Африці.

## Опис
Верхня частина тіла, голова, крила і хвіст чорні. на крилах біла смуга. Нижня частина тіла червона. Іноді трапляється морфа з жовтою нижньою частиною тіла. Молоді птахи мають світло-коричневе забарвлення, поцятковане пістрявими смужками і світлий дзьоб.

## Поширення і екологія
Червоноволі гонолеки поширені в південній Анголі, південній Замбії, західному Зімбабве, Намібії, Ботсвані та на півночі Південно-Африканської Республіки. Вони живуть в сухій савані та сухих чагарникових заростях.

## Поведінка
Червоноволі гонолеки харчуються комахами, яких ловлять на землі і серед чагарників. Гніздо розміщується серед чагарників, в кладці 2-3 яйця. Самець і самиця співають дуетом. Спів виконує як сигнальну, так і комунікаційну функцію.